# Nohfelden/Nahe
Nohfelden/Nahe ist ein Ortsteil sowie Namensgeber der Gemeinde Nohfelden im nördlichen Saarland. Der Ort hat etwa 1100 Einwohner (Stand: Januar 2012) und liegt 355 m ü. NN hoch an der B 41 und der Bahnstrecke Saarbrücken–Frankfurt am Main. Nohfelden ist zwar nur der drittgrößte Ortsteil, aber trotzdem Sitz der Gemeindeverwaltung. In Nohfelden mündet der Freisbach in die Nahe, die als Namensgeber des Ortes in Betracht kommt.

## Geschichte
Die Reste eines Ringwalles an der Grenze zu Rheinland-Pfalz geben Hinweise darauf, dass der Ort bereits vor Gründung der Burg frühgeschichtliche Bedeutung hatte. Im Zusammenhang mit der Errichtung der Burg taucht 1286 der Name Nauelden auf, wobei das „u“ eine Verschreibung darstellen dürfte und als „v“ gelesen werden muss. Somit hat der Ort nach Angaben des Bauherren Wilhelm Bossel II. vom Stein damals schon bestanden.
Einen ersten wirtschaftlichen Aufschwung erlebte Nohfelden um 1600, als unter Herzog Wolfgang von Pfalz-Zweibrücken eine Kupfer- und Bleischmelze errichtet wurde. Die benötigten Kupfererze wurden in Mosberg, Walhausen und Wolfersweiler abgebaut.
Von 1817 bis 1937 gehörte Nohfelden zum oldenburgischen Fürstentum Birkenfeld. Der Ort war Amtsort von Amt und Bürgermeisterei Nohfelden.

## Sehenswürdigkeiten
Im Jahre 1726 wurde im Ort Christian Ludwig Hautt als Sohn eines Amtskellers geboren. Hautt wurde später herzoglicher Baumeister. Er zeichnete verantwortlich für zahlreiche Barockbauten in Zweibrücken, Blieskastel und im Elsass. Auch das Schloss auf dem Karlsberg bei Homburg, erbaut nach seinem Versailler Vorbild, war sein Werk. Baumeister Hautt verstarb 1806 völlig mittellos in Zweibrücken.
Die nächsten größeren Orte:
- Birkenfeld, acht Kilometer nördlich
- Sankt Wendel, 15 Kilometer südlich
- Idar-Oberstein, 22 Kilometer nördlich

## Persönlichkeiten
- Christian Ludwig Hautt (* 1726 in Nohfelden; † 1806 in Zweibrücken), Baumeister und Baudirektor des Fürstentums Pfalz-Zweibrücken
- Frank Gräfe, deutscher Brigadegeneral[1]